# Marie Françoise de Bragance
 (août 2019).
Si vous disposez d'ouvrages ou d'articles de référence ou si vous connaissez des sites web de qualité traitant du thème abordé ici, merci de compléter l'article en donnant les références utiles à sa vérifiabilité et en les liant à la section « Notes et références ».
Marie Françoise de Bragance (de son nom complet en portugais, Maria Francisca de Assis da Maternidade Xavier de Paula e de Alcântara Antónia Joaquina Gonzaga Carlota Mónica Senhorinha Sotera e Caia de Bragança e Bourbon), née le 22 avril 1800 à Queluz et morte le 4 septembre 1834 à Alverstoke, est une princesse portugaise, membre de la maison de Bragance. Elle est infante d'Espagne par son mariage avec l'infant Charles de Bourbon, fils cadet du roi Charles IV.

## Biographie
Elle est la fille de Jean de Portugal et de Charlotte-Joachime d'Espagne. Par son père, la princesse est la petite-fille de Pierre III et de Marie Ire de Portugal.
Marie Françoise ne compte pas moins de neuf frères et sœurs : Marie-Thérèse (1793-1874), François-Antoine (1795-1801), Marie-Isabelle (1797-1818), Pierre (1798-1834), Isabelle-Marie (1801-1876), Michel (1802-1866), Marie Assomption (1805-1834) et Anne de Jésus Marie (1806-1857).

### Exil au Brésil
La reine Marie Ire perd peu à peu la raison après la mort de son mari en 1786 et celle de son fils aîné et héritier du trône, de sa fille, de son gendre et de son petit-fils en 1788. Son fils cadet, l'infant Jean est proclamé régent.
En 1807, le Portugal, fidèle allié du Royaume-Uni, est envahi par les troupes françaises. À bord du Príncipe Real (en portugais « prince royal »), les Bragance — dont la reine Marie Ire et le régent Jean — embarquent en novembre pour le Brésil, à l’époque une colonie portugaise. Le navire accoste à Salvador de Bahia le 2 janvier 1808, mais Marie Françoise s’installe avec ses frères et sœurs au Paço da Cidade (futur palais impérial) à Rio de Janeiro.

### Mariage
En 1816, elle épouse son oncle Charles d'Espagne, comte de Molina (1788-1855), frère cadet et héritier du roi Ferdinand VII d'Espagne. Le couple a rapidement trois fils quand le roi, malgré trois mariages, n'a toujours pas d'enfant. Le règne de ce dernier ne satisfait d'ailleurs pas totalement les ultraroyalistes, qui considèrent Charles comme leur leader naturel : bien que la restauration de Ferdinand VII a débouché sur un règne absolutiste, et après une répression terrible après la révolution de 1820 et l'intervention française pour restaurer une nouvelle fois Ferdinand à la tête d'une monarchie absolue, la fin de règne est plus tiède : l’Inquisition n'est pas restaurée et une amnistie envers les libéraux est approuvée en mai 1824. Bien que cette dernière soit extrêmement limitée, les ultras commencent à s’organiser et à conspirer contre le gouvernement,, avec le ferme soutien de l’Église espagnole et des Volontaires royalistes, devenus le bras armé du royalisme ultra,. Grâce au soutien de l’infant Charles, de son épouse et de sa sœur la princesse de Beira, leurs chambres au palais constituent le centre du « parti apostolique ». 
Cependant en 1829, la reine Marie-Josèphe de Saxe meurt dans la fleur de l'âge. La succession de Ferdinand VII devient le centre des intrigues de la Cour.

### Intrigues à la Cour
À l'instar du monde européen de l'époque, la Cour est alors partagée entre deux courants, les ultra-conservateurs dont le comte de Molina est le chef et les libéraux soutenus par le benjamin de la famille, l'infant François de Paule et surtout son épouse et nièce, l'intelligente Louise-Charlotte de Bourbon-Siciles.
Le roi épouse en quatrièmes noces sa nièce Marie-Christine des Deux-Siciles, sœur de Louise-Charlotte en décembre 1829 ; Marie-Christine tombe enceinte au début de l'année suivante. S'appuyant sur un édit datant de 1789 que son père n'avait pu publier, Ferdinand VII, par la Pragmatique Sanction du 29 mars 1830, abolit la loi salique de 1713 par laquelle Philippe V, en contradiction avec la coutume espagnole, avait autrefois exclu les femmes du trône. Il appelle ainsi son enfant à naître, quel que soit son sexe, à lui succéder après son décès ; l’infant Charles se voit ainsi privé de la succession qui jusque là lui incombait, à la grande consternation de ses partisans, déjà désignés comme « carlistes »,,.
C'est bien une fille, la future Isabelle II, qui naît en octobre 1830, suivie de sa sœur Louise-Fernande en janvier 1832. Dès lors, la lutte entre carlistes et libéraux devient plus dure, jusqu'à la rupture des premiers vis-à-vis du pouvoir royal : le 3 février 1833, la princesse de Beria, sœur de Marie Françoise, est expulsée vers le Portugal, en raison de son implication directe dans les conspirations ultras et de l’influence qu’elle exerce sur son beau-frère Charles, l'encourageant notamment à défendre ses prétentions à la succession à l'encontre de la fille du roi,. Afin de sauver les apparences, on dit qu’elle avait été appelée auprès de son frère, le roi Michel Ier de Portugal,. Celui-ci est alors aux prises avec une situation similaire à celle que va connaître l'Espagne, à savoir la crise de succession portugaise (1826-1834).

### Exil
De façon inattendue, Charles informe son frère le roi que, avec Marie Françoise de Bragance et leurs enfants, il accompagne sa belle-sœur dans son voyage au Portugal. Ils quittent Madrid le 16 mars et arrivent à Lisbonne le 29. Ce faisant, Charles évite de reconnaître Isabelle en tant que princesse des Asturies et héritière du trône, titre et statut qui lui sont définitivement octroyés en juin de la même année,. Le roi meurt le 29 septembre 1833 laissant le trône à Isabelle, et la régence à la libérale Marie-Christine.
Le comte de Molina, qui n'accepte pas d'être éloigné du trône, se proclame roi d'Espagne sous le nom de « Charles V ». Peu après, leurs partisans déclenchent une guerre civile, la première des guerres carlistes. Après la défaite du miguelisme et de Michel Ier lors de la guerre civile portugaise en mai 1834, Charles perd un allié. Harcelé par les troupes d'Isabelle II qui, sous le commandement du commandant général d'Estrémadure José Ramón Rodil y Campillo ont pénétré au Portugal, il embarque sur le navire de guerre britannique HMS Donegal (en), arrivant en Grande-Bretagne le 18 juin. Début juillet, il quitte l'île, traverse la France et retourne en Espagne le 9 juillet. 
Sa famille s'installe à Alverstoke dans le Hampshire, où Marie Françoise de Portugal meurt à l'âge de 34 ans. Déposé dans l'église catholique de Gosport, son corps est ensuite inhumé dans la cathédrale de Trieste, où sont ensuite également inhumés son mari, ses enfants et de sa sœur Marie-Thèrèse, qui épouse Charles en secondes noces en 1838. 

## Descendance
Son mariage avec Charles lui donne trois fils :
- Charles de Bourbon (1818-1861), « comte de Montemolin »
- Jean de Bourbon (1822-1887), « comte de Montizon »
- Ferdinand de Bourbon (1824-1861)